# Gynacantha musa
Gynacantha musa är en trollsländeart som beskrevs av Karsch 1892. Gynacantha musa ingår i släktet Gynacantha och familjen mosaiktrollsländor. Inga underarter finns listade i Catalogue of Life.